# Pseudolasius breviceps
Pseudolasius breviceps é uma espécie de formiga do gênero Pseudolasius, pertencente à subfamília Formicinae.